# 聖母升天 (波提契尼)

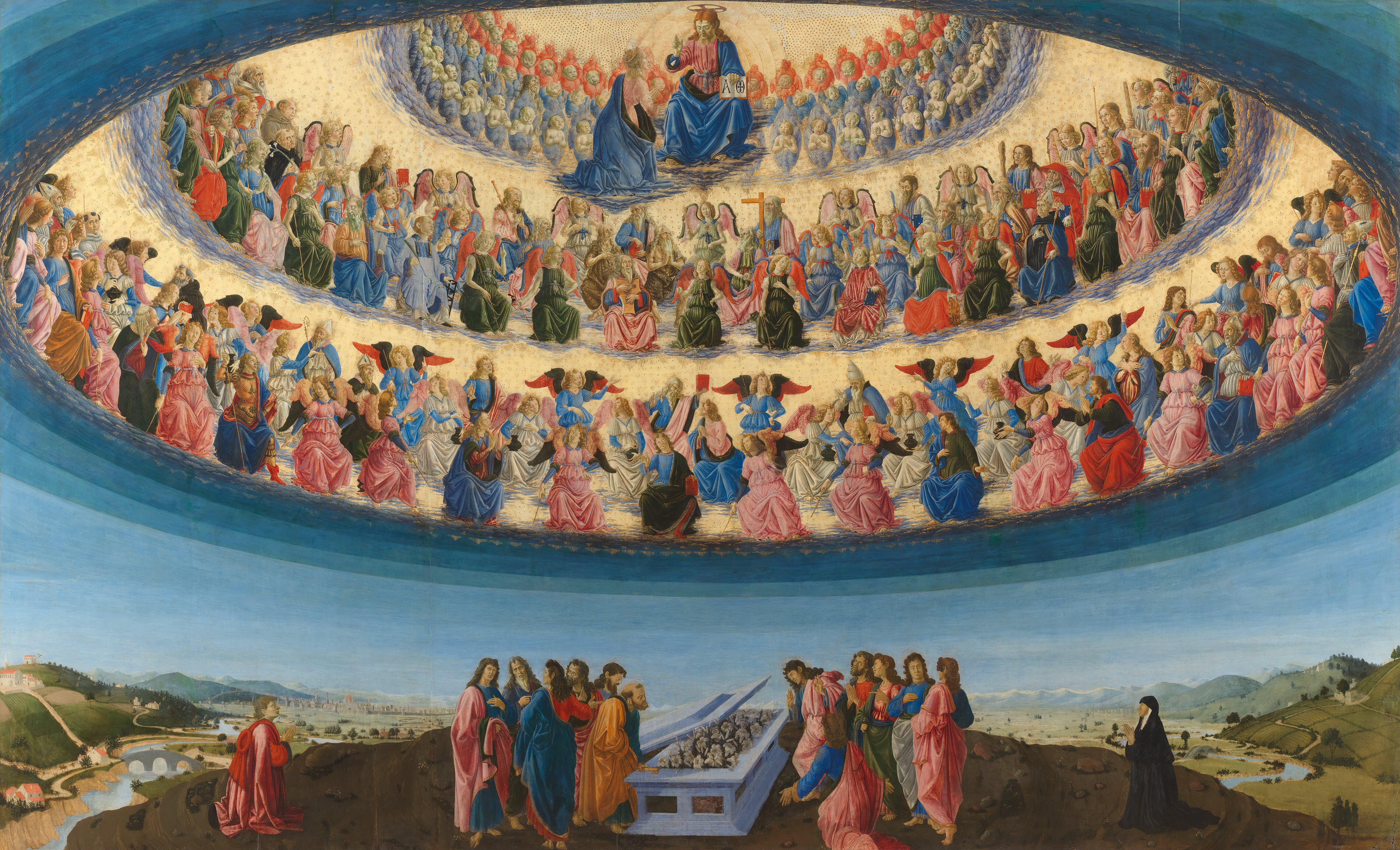
聖母升天，228.6 x 377.2 cm

《聖母升天》（義大利語：Assunzione della Vergine；創作於1475年－1476年）是弗朗切斯科·波提契尼繪製在木板上的一幅關於聖母升天的蛋彩畫，也是他為佛羅倫薩一所修道院繪製的祭壇畫，現藏於國家美術館。
圍繞在聖母百合花覆蓋的墓周圍的信徒包括該畫的贊助者馬泰奧·帕爾米耶里（左側跪者）和其妻子（右側跪者）。在上方的天堂則圍繞著各級天使，中間是向其母伸出手的基督。
基督周圍的小天使是聖人，聖人與天使的混合導致有人質疑該畫的贊助者和原作者是否確如其說。

## 擴展閱讀
- History of Painting in Italy by Crowe, Joseph Archer and Giovanni Battista Cavalcaselle
- Descriptive and historical catalogue of the pictures in the National Gallery: with biographical notices of the painters - Foreign schools; National Gallery, 1906